# Glen Riddersholm
Glen Riddersholm, född 24 april 1972, är en dansk fotbollstränare. Han är assisterande tränare i den engelska klubben Norwich City.

## Tränarkarriär
Glen Riddersholm började som ungdomstränare i Ikast fS och fortsatte i detta jobb när klubben slogs samman med Herning Fremad och bildade FC Midtjylland. År 2006 ersatte han Hans Brun Larsen som tränare för det danska herrlandslaget U17. Efter två år där återvände han till Midtjylland för att bli assisterande tränare. När Allan Kuhn slutade den 15 april 2011 befordrades Riddersholm till posten som huvudtränare. Riddersholm ledde klubben till sitt första danska mästerskap i danska Superligan 2014–2015, men kort därefter avgick han som manager för klubben.
Den 6 december 2015 utsågs han till efterträdare till Morten Wieghorst som manager för AGF. Han fick sparken i september 2017.
I oktober 2018 utsågs han till ny sportchef för Vendsyssel FF.
Den 19 december 2018 tillkännagavs det att Riddersholm skulle bli ny manager för SønderjyskE i danska Superligan med start den 1 februari 2019. Den 26 maj 2021 meddelades att han skulle sluta där eftersom klubbens ägare hade beslutat att göra förändringar i ledningen.
I november 2021 blev Riddersholm ny assisterande tränare för John van den Brom och senare Bernd Storck i belgiska Pro League-klubben KRC Genk. Detta samarbete avslutades i juni 2022.
Den 8 augusti 2022 anställdes han som tränare för Allsvenska klubben IFK Norrköping och efterträdde den sparkade Rikard Norling. Den 13 november 2023 fick Riddersholm sparken som tränare för IFK Norrköping.
Den 30 maj 2024 anställdes Riddersholm som assisterande tränare för den engelska klubben Norwich City.

## Tränarstatistik
| Team           | Från            | Till              | Statistik | Statistik | Statistik | Statistik | Statistik | Statistik |
| Team           | Från            | Till              | M         | W         | D         | L         | Win %     | Ref.      |
| -------------- | --------------- | ----------------- | --------- | --------- | --------- | --------- | --------- | --------- |
| Danmark U17    | 2006            | 2008              | 24        | 8         | 7         | 9         | 33,33     |           |
| FC Midtjylland | 11 april 2011   | 25 juni 2015      | 160       | 80        | 34        | 46        | 50,00     |           |
| AGF            | 6 december 2015 | 30 september 2017 | 72        | 25        | 19        | 28        | 34,72     |           |
| SønderjyskE    | 1 januari 2019  | 26 maj 2021       | 89        | 35        | 18        | 36        | 39,33     |           |
| IFK Norrköping | 8 augusti 2022  | 13 november 2023  | 48        | 18        | 12        | 18        | 37,50     |           |
| Total          | Total           | Total             | 393       | 166       | 90        | 137       | 42,24     | —         |

## Trofeer

### Tränare

#### FC Midtjylland
- Superligaen: 2014–15

#### SønderjyskE
- Danska cupen: 2019–20

## Referens
1. ↑  Hjorter/TT, David (13 november 2023). ”IFK Norrköping sparkar tränaren: "Varit tufft"”. Svenska Dagbladet. ISSN 1101-2412. https://www.svd.se/a/gEmok0/ifk-norrkopings-tranare-far-sparken. Läst 16 november 2023.
2. ↑  ”Officiellt: Glen Riddersholm ny assisterande tränare i Norwich”. fotbolltransfers.com. https://fotbolltransfers.com/nyheter/officiellt-glen-riddersholm-ny-assisterande-tranare-i-norwich/186590. Läst 18 augusti 2024.